# Banqiao, Ningxia
Banqiao (kinesiska: 板桥, 板桥乡) är en socken i Kina. Den ligger i den autonoma regionen Ningxia, i den nordvästra delen av landet, omkring 57 kilometer söder om regionhuvudstaden Yinchuan. Antalet invånare är 29 524. Befolkningen består av 15 031 kvinnor och 14 493 män. Barn under 15 år utgör 20,0 %, vuxna 15-64 år 74 %, och äldre över 65 år 5,0 %.
Genomsnittlig årsnederbörd är 328 millimeter. Den regnigaste månaden är juli, med i genomsnitt 83 mm nederbörd, och den torraste är december, med 1 mm nederbörd.